# Goudargues
Goudargues – miejscowość i gmina we Francji, w regionie Oksytania, w departamencie Gard.
Według danych na rok 1990 gminę zamieszkiwało 788 osób, a gęstość zaludnienia wynosiła 26 osób/km² (wśród 1545 gmin Langwedocji-Roussillon Goudargues plasuje się na 406. miejscu pod względem liczby ludności, natomiast pod względem powierzchni na miejscu 181.).